# René Haller (Fußballspieler)
René Haller (* 12. November 1973) ist ein ehemaliger  österreichischer Fußballspieler.

## Karriere

### Verein
Haller begann seine Karriere beim SK Rapid Wien. Im September 1993 debütierte er für die erste Mannschaft von Rapid in der 1. Division, als er am zehnten Spieltag der Saison 1993/94 gegen den FC Admira/Wacker in der Startelf stand. In seiner ersten Saison bei den Profis kam er zu sieben Ligaeinsätzen. In der Saison 1994/95 wurde Haller 14 Mal in der höchsten österreichischen Spielklasse eingesetzt. In der Saison 1995/96 kamen noch weitere fünf Bundesligaeinsätze dazu.
Nachdem er in der Hinrunde der Saison 1996/97 keine Rolle mehr gespielt hatte, wechselte er im Jänner 1997 zum Zweitligisten VfB Mödling. Für die Niederösterreicher kam er zu 14 Einsätzen in der zweiten Liga, in denen er ohne Torerfolg blieb. Mit Mödling musste er zu Saisonende aus der zweithöchsten Spielklasse absteigen.
Daraufhin schloss er sich zur Saison 1997/98 dem Regionalligisten Floridsdorfer AC an. Nach einer Spielzeit in der Regionalliga wechselte er zur Saison 1998/99 zum Zweitligisten First Vienna FC. Im November 1998 erzielte er bei einem 1:0-Sieg gegen die SV Braunau sein erstes Zweitligator. In seiner ersten Saison bei der Vienna kam er zu 32 Einsätzen, in denen er drei Tore erzielte. In der Saison 1999/2000 kam er abermals 32 Mal zum Einsatz. In der Saison 2000/01 absolvierte er 34 Zweitligaspiele, mit der Vienna musste er zu Saisonende nach verlorener Relegation gegen den FC Lustenau 07 allerdings aus der zweiten Liga absteigen. Daraufhin kehrte Haller zum ebenfalls drittklassigen FAC zurück.
Bis zu seinem Karriereende 2010 spielte er im Amateurfußball noch für den FC Mistelbach, SV Stockerau, SC St. Martin, SC Nikitsch, SC Kleinwarasdorf und Inter ASC. Bei letzterem Verein kam er jedoch nur mehr in einer Seniorenmannschaft zum Einsatz und war nicht Teil der Kampfmannschaft.

### Nationalmannschaft
Haller absolvierte im Juni 1995 ein Spiel für die österreichische U-21-Auswahl.